# メアリー・ウォーレン
メアリー・アン・ウォーレン（Mary Ann Warren）は、1692年のセイラム魔女裁判における最も年長の告発者であり、裁判が開始された当時18歳だった。彼女はジョン、エリザベス・プロクター夫妻の下で侍女として働いていた。裁判が終わった後の消息は分かっていない。
1692年3月初めに、ウォーレンは発作を起こし始め、ジャイルズ・コーリーの亡霊を見たと主張した。